# Абико
Аби́ко (яп. 我孫子市 Абико-си) — город в Японии, находящийся в префектуре Тиба. Площадь города составляет 43,19 км², население — 131 460 человек (1 августа 2014), плотность населения — 3043,76 чел./км².

## Географическое положение
Город расположен на острове Хонсю в префектуре Тиба региона Канто. С ним граничат города Касива, Индзай, Ториде и посёлок Тоне.

## Население
Население города составляет 131 460 человек (1 августа 2014), а плотность — 3043,76 чел./км². Изменение численности населения с 1980 по 2005 годы:
| 1980 | 101 061 чел. |  |
| 1985 | 111 659 чел. |  |
| 1990 | 120 628 чел. |  |
| 1995 | 124 257 чел. |  |
| 2000 | 127 733 чел. |  |
| 2005 | 131 205 чел. |  |

## Символика
Деревом города считается Zelkova serrata, цветком — рододендрон, птицей — лысуха.